# Heterophrynus
Sous-famille
Genre
Heterophrynus est un genre d'amblypyges de la famille des Phrynidae, le seul de la sous-famille des Heterophryninae.

## Distribution
Les espèces de ce genre se rencontrent en Amérique du Sud.

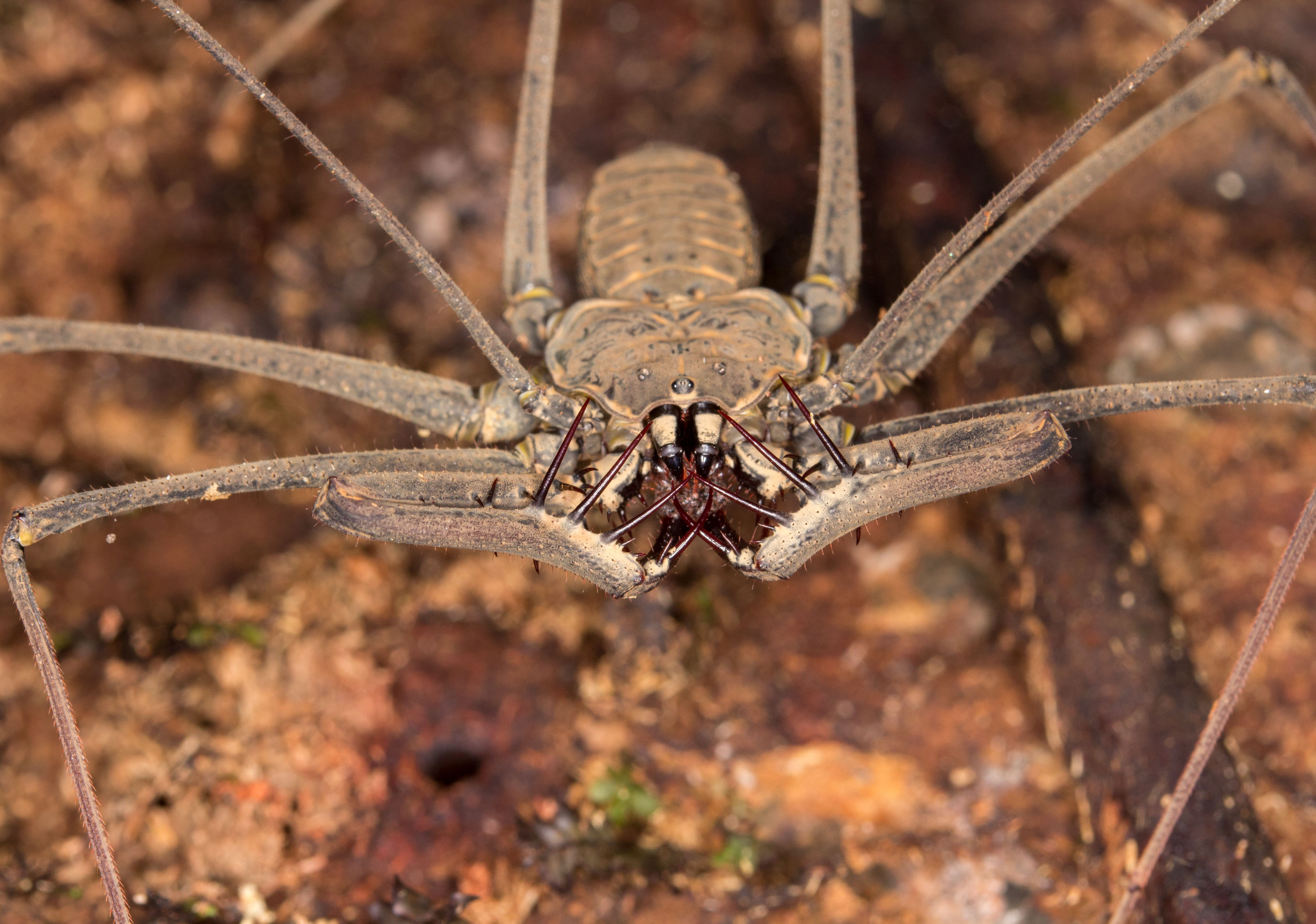
Heterophrynus

## Liste des espèces
Selon Whip spiders of the World (version 1.0) :
- Heterophrynus alces Pocock, 1902
- Heterophrynus armiger Pocock, 1902
- Heterophrynus batesii (Butler, 1873)
- Heterophrynus cervinus Pocock, 1894
- Heterophrynus cheiracanthus (Gervais, 1842)
- Heterophrynus elaphus Pocock, 1903
- Heterophrynus gorgo (Wood, 1869)
- Heterophrynus longicornis (Butler, 1873)
- Heterophrynus pumilio (C.L. Koch, 1840)
- Heterophrynus seriatus Mello-Leitão, 1940
- Heterophrynus vesanicus Mello-Leitão, 1931

et décrites depuis :
- Heterophrynus awa Chirivi-Joya, Moreno-González & Fagua, 2020
- Heterophrynus boterorum Giupponi & Kury, 2013
- Heterophrynus caribensis Armas, Torres-Contreras & Alvarez Garcia, 2015
- Heterophrynus guacharo Armas, 2015
- Heterophrynus javieri Seiter & Gredler, 2020
- Heterophrynus silviae Giupponi & Kury, 2013
- Heterophrynus yarigui Alvarez Garcia, de Armas & Diaz Perez, 2015
- Heterophrynus origamii Chirivi-Joya, Moreno-González & Fagua, 2020

Heterophrynus nicefori  a été placée en synonymie avec Heterophrynus batesii par Giupponi et Kury en 2013.

## Publications originales
- Pocock, 1894 : « Contributions to our knowledge of the arthropod fauna of the West Indies. III. Supplement on the Pedipalpi of the West Indies. » Zoological Journal of the Linnean Society of London, vol. 24, p. 527–542 (texte intégral).
- Pocock, 1902 : « Arachnida: Scorpiones, Pedipalpi, and Solifugae. » Biologia Centrali-Americana, vol. 3, p. 1–71 (texte intégral).